# Кушшая
◌݁ (ܩܘܼܫܵܝܵܐ, кушшая, укрепление) — диакритический знак в сирийском письме.

## Использование
Указывает на смычное (взрывное) произношение согласных ‎ܒ‎, ‎ܓ‎, ‎ܕ‎, ‎ܟ‎, ‎ܦ‎ и ‎ܬ‎. Такое произношение имеет место после других согласных, после гласных при удвоении данного согласного и после дифтонгов. Буквы, произносимые таким образом, называются кшита (сир. ܩܫܝܼܬ݂ܵܐ).

## Кодировка
Кушшая была добавлена в стандарт Юникод в версии 3.0 в блок «Сирийское письмо» (англ. Syriac) под шестнадцатеричным кодом U+0741.